# Guilherme Mannis
Guilherme Mannis (São Paulo, 24 de janeiro de 1980) é um maestro ítalo-brasileiro. É doutor em música pelo Instituto de Artes da Universidade Estadual Paulista (Unesp). É diretor artístico e regente titular da Orquestra Sinfônica de Sergipe.

## Biografia
Guilherme Mannis é reconhecido atualmente como um dos grandes talentos da nova geração de regentes brasileiros. Diretor artístico e regente titular da Orquestra Sinfônica de Sergipe (Orsse) desde 2006, tem dividido o palco com artistas como Maria João Pires, Michel Legrand, Nelson Freire, Jean Louis Steuerman, André Mehmari, Emmanuele Baldini, Rosana Lamosa, Wagner Tiso, Amaral Vieira e Eduardo Monteiro, entre outros.
Como regente convidado tem dirigido grupos como a Orquestra Sinfônica de Roma, Sinfônica de Bari, Sinfônica de Toronto, World Youth Orchestra, Amazonas Filarmônica, Petrobras Sinfônica, Experimental de Repertório, Orquestra Sinfônica do Paraná, Orquestra de Câmara do Amazonas, Sinfônica Heliópolis, Orquestra Sinfônica de Campinas, Orquestra Sinfônica do Espírito Santo, Orquestra Sinfônica de Ribeirão Preto, Sinfônica de Rosário, sinfônicas das universidades de Monterrey e Guanajuato, entre outros.
Mannis vem desenvolvendo reconhecido projeto de inserção da Sinfônica de Sergipe no cenário artístico nacional, destacando-se a produção de oito temporadas anuais de concertos com a presença de artistas de destaque e a programação de ousado repertório, com a realização de diversas encomendas e execução de música contemporânea. Destaca-se também a realização de CD com a gravação das suítes para orquestra de câmara e Bachianas Brasileiras nº3, de Villa-Lobos, e as viagens do grupo, realizando um Turnê Brasil - Curitiba (Teatro Guaíra), Rio de Janeiro (Sala Cecília Meirelles), Brasília (Teatro Nacional Cláudio Santoro) e São Paulo (Sala São Paulo) e participação no Festival Internacional de Inverno de Campos do Jordão, com grande sucesso de público e crítica. Tem promovido também o desenvolvimento de concertos pelo interior do estado de Sergipe e a popularização do acesso à música de concerto.
Premiado em diversos concursos, Mannis é bacharel e mestre em música pela UNESP. Foi aluno dos maestros John Neschling e Isaac Karabtchevsky, e participou de cursos com Kurt Masur (Campos do Jordão) e Jorma Panula (Instrumenta Verano).

## Prêmios
Vencedor do I Concurso Jovens Regentes e Solistas (São Paulo, 2002)